# Municipio de Bryant (condado de Roberts)
El municipio de Bryant (en inglés: Bryant Township) es un municipio ubicado en el condado de Roberts en el estado estadounidense de Dakota del Sur. En el año 2010 tenía una población de 318 habitantes y una densidad poblacional de 4,48 personas por km².

## Geografía
El municipio de Bryant se encuentra ubicado en las coordenadas 45°42′1″N 96°48′15″O / 45.70028, -96.80417. Según la Oficina del Censo de los Estados Unidos, el municipio tiene una superficie total de 71.04 km², de la cual 55,38 km² corresponden a tierra firme y (22,05 %) 15,66 km² es agua.

## Demografía
Según el censo de 2010, había 318 personas residiendo en el municipio de Bryant. La densidad de población era de 4,48 hab./km². De los 318 habitantes, el municipio de Bryant estaba compuesto por el 53,46 % blancos, el 44,03 % eran amerindios, el 0,63 % eran asiáticos, el 0,63 % eran de otras razas y el 1,26 % eran de una mezcla de razas. Del total de la población el 0,94 % eran hispanos o latinos de cualquier raza.